# 新太平洋商事
新太平洋商事株式会社（しんたいへいようしょうじ）は、北海道釧路市知人町に本社（釧路本社）を置く、倉庫業や不動産業などを行う太平洋興発グループの企業である。登記上の本店（東京本社）は東京都台東区元浅草（太平洋興発と同一）にある。
2002年1月に太平洋炭礦が閉山に至った後も、2002年4月にその一部鉱区を利用して採炭および海外技術研修を実施することとなった釧路コールマインの石炭輸送を担当していた。2019年まで北海道釧路市で貨物鉄道として臨港線を運営し、この鉄道で釧路コールマイン選炭工場から釧路港東港区石炭埠頭の知人貯炭場まで、石炭輸送を行っていた。
石炭輸送業務の取りやめによって2020年4月1日より太平洋石炭販売輸送株式会社（たいへいようせきたんはんばいゆそう）から現社名に商号変更した。

## 歴史
- 1970年（昭和45年）9月1日 - 太平洋炭販売株式会社設立。
- 1979年（昭和54年）4月30日 - 太平洋炭礦から釧路臨港鉄道の路線を譲り受け、臨港線とする。
- 2007年（平成19年）5月 - 太平洋興発の関連会社から子会社となる。
- 2010年（平成22年）5月20日 - 東京本社を現在地に移転。
- 2019年（平成31年）3月30日 - 石炭のトラック輸送への転換により、臨港線運行終了[5][6]。
- 2019年（令和元年）6月30日 - 臨港線廃止[7][8]。
- 2020年（令和2年）4月1日 - 新太平洋商事株式会社に社名変更。

## 鉄道事業

### 路線
- 臨港線 春採駅 - 知人駅 間（貨物専業 2019年6月30日廃止）

### 保有車両
臨港線の廃止時点で、ディーゼル機関車4両と貨車28両の計32両が在籍していた。廃止後はいずれも海外譲渡が計画されていたが、COVID-19の世界的流行が長期化したことで取りやめとなり、2022年10月上旬より全車解体処分されることとなった。

#### ディーゼル機関車
ディーゼルエレクトリック機関車含む
D401
蒸気機関車置換え目的で導入された1964年日本車輌製の55t機。形態はD300とは若干異なり国鉄DD13形相当のセンターキャブ式で、全長は13,850 mm, ロッド駆動式。機関はDMF31SBを2基搭載。
DE601
エンドキャブ式の車体を持つ電気式ディーゼル（ディーゼル・エレクトリック）機関車で、1970年日本車輌製の55t機。GE（ゼネラル・エレクトリック）の輸出向けナローゲージ用機関車であるU10Bを日本車輌でノックダウン生産した車輌であり、全長は11,796 mm, エンジンはキャタピラー製のD-398Bを搭載、発電機と主電動機はGE製である。
D701
1977年日本車輌製の55t機。全長は13,850 mmで機関はDMF31SBを2基搭載。
D801
雄別鉄道YD1301として1966年に落成した。国鉄DD13形に準ずる設計の55t機。同社埠頭線で使用されたが、1970年の雄鉄の廃止により、埠頭線を引き継いだ釧路開発埠頭に移籍し、KD1301に改称した。さらに釧路開発埠頭線の廃止に伴い、太平洋石炭販売輸送が譲受してD801に改称し、臨港線の廃線まで在籍した。

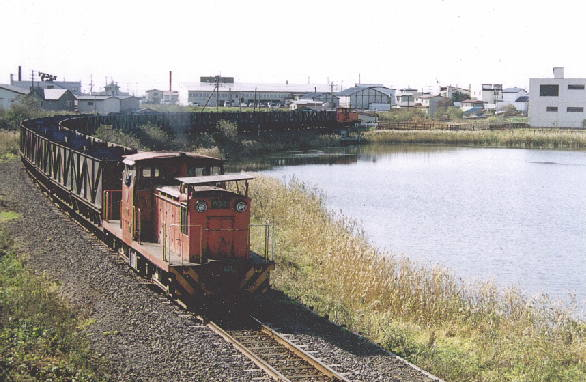
春採湖の脇を走るD4011
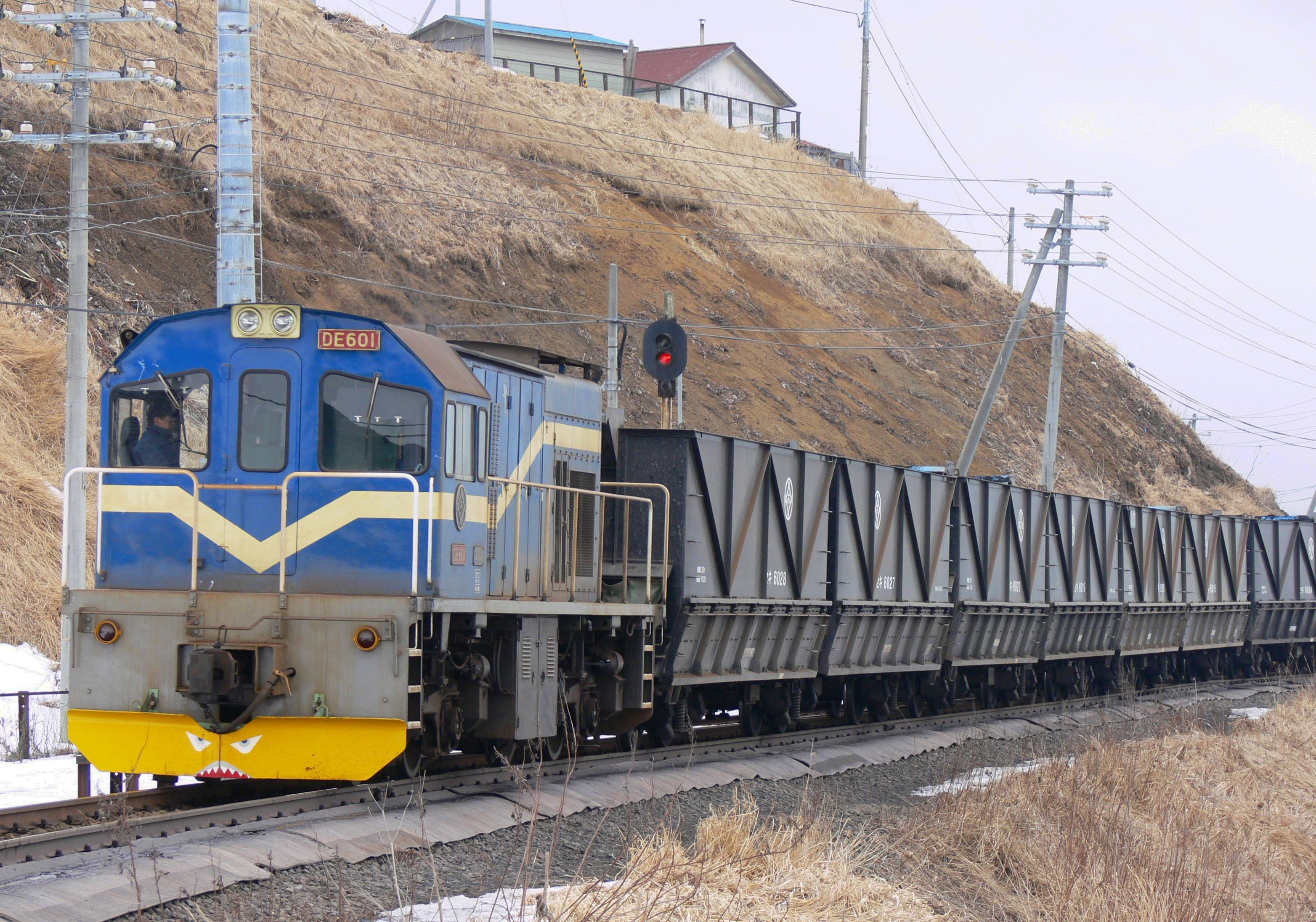
電気式ディーゼル機関車のDE601
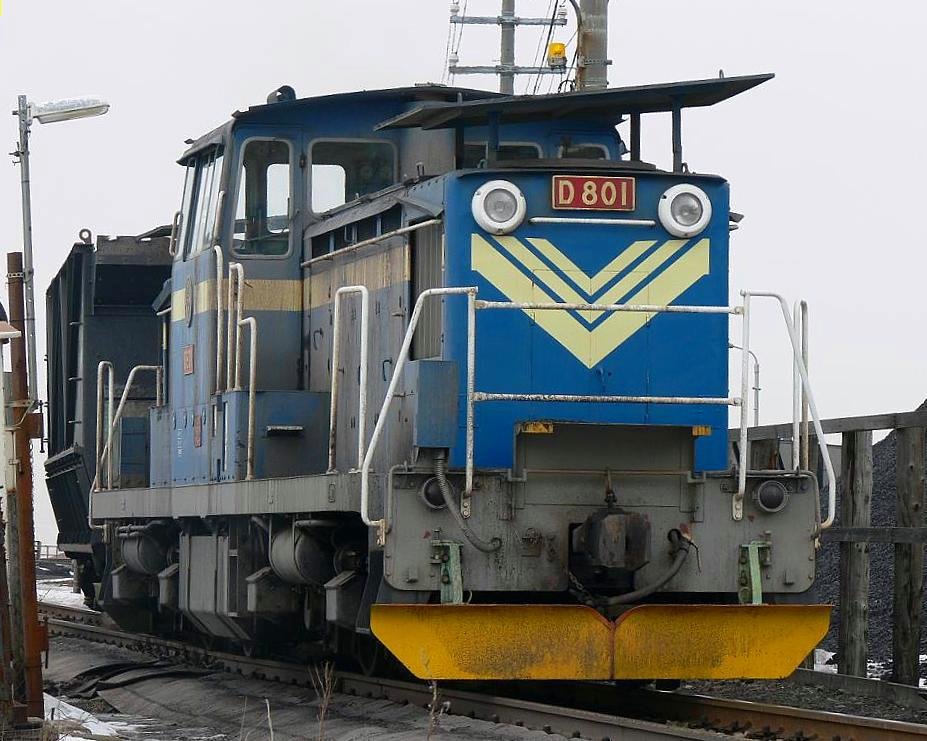
元雄別鉄道のD801

D101
1958年日本車輌製のB-B・54t機。当鉄道初のディーゼル機関車として製造された。全長は13,050 mmでロッド駆動式。当初装備していた機関DMF31S（500 ps/1,500 rpm）×2基は後にDMF31SB（500 ps/1,500 rpm）×2基に換装された。同鉄道の機関車はすべてシャトルトレイン（専用石炭車による石炭輸送列車）に充当されるため、石炭車の扉開閉操作を機関車側から指令できるように電気連結器を装備している。1999年11月30日に除籍されている。
D201
センターキャブ式の液体式ディーゼル機関車。1962年日本車輌製 B-B・49.6t機。全長12,700 mmでロッド駆動式、機関はDMF17SB×2基（600 ps/1,600 rpm）。1986年12月31日に除籍されている。
D301
セミセンターキャブ式・凸型の液体式ディーゼル機関車で、1964年日本車輌製のB-B・45t機。全長12,200 mm・ロッド駆動式で、機関はDMF31SBを1基搭載（500 ps/1,500 rpm）する。既に除籍されている。
D501
エンドキャブ式の液体式ディーゼル機関車。1966年日本車輌製B・25t機。全長7,350 mmで歯車駆動式、機関はDMH17SBを1基搭載（300 ps/1,600 rpm）。既に除籍されている。

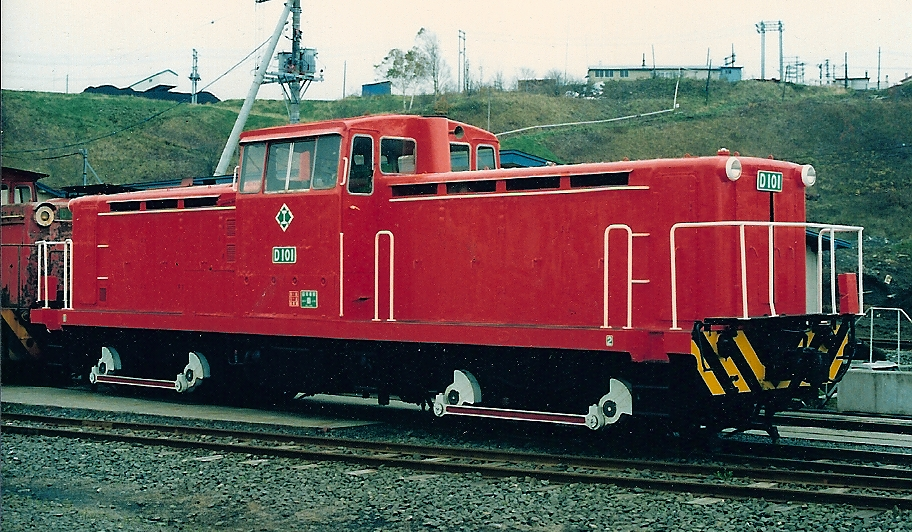
ロッド駆動式のD101（1993年撮影）

#### 蒸気機関車
1形
1893年ボールドウィン製の1-C-1タンク式・41.57t機（国鉄3390形）。全長9,824 mm、動輪径1,270 mm、使用圧力9.8 kg/cm2。1号機（旧国鉄3391、1924年払い下げ）、2号機（旧国鉄3392、1924年払い下げ）、3号機（旧国鉄3390、1925年払い下げ）の3機が在籍した。
5形
日本車輌製の1-C-2タンク式・47t機。全長10,140 mm、動輪径1,120 mm、使用圧力12 kg/cm2。5号機（1929年製）、6号機（1937年製）、7号機（1941年製）、8号機（1943年製）の4機が在籍した。
10形
1905年ノースブリティッシュ製のC-1タンク式・49.87t機（国鉄2120形）。全長10,439 mm、動輪径1,250 mm、使用圧力11.3 kg/cm2。10号機（旧国鉄2356、1951年払い下げ）、11号機（旧国鉄2381、1951年払い下げ）の2機が在籍し、1形の代替機として使用された。

#### 貨車
日本で現存唯一の連接式貨車である石炭車セキ6000形が在籍している。2車体3台車で、A車（奇数）B車（偶数）が1ユニットとされており、これが14組（28両）ある。

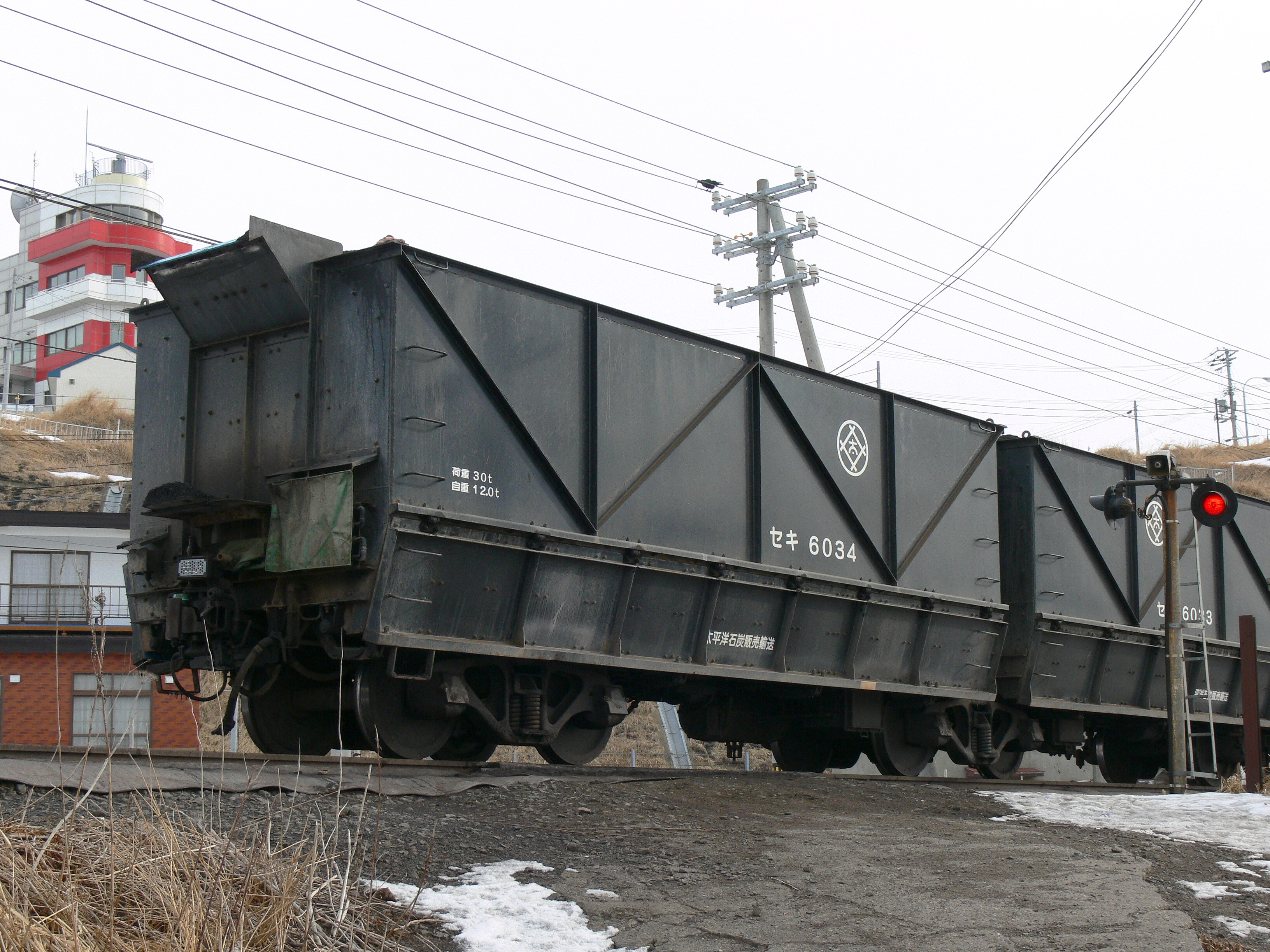
セキ6000形貨車 （2006年撮影）
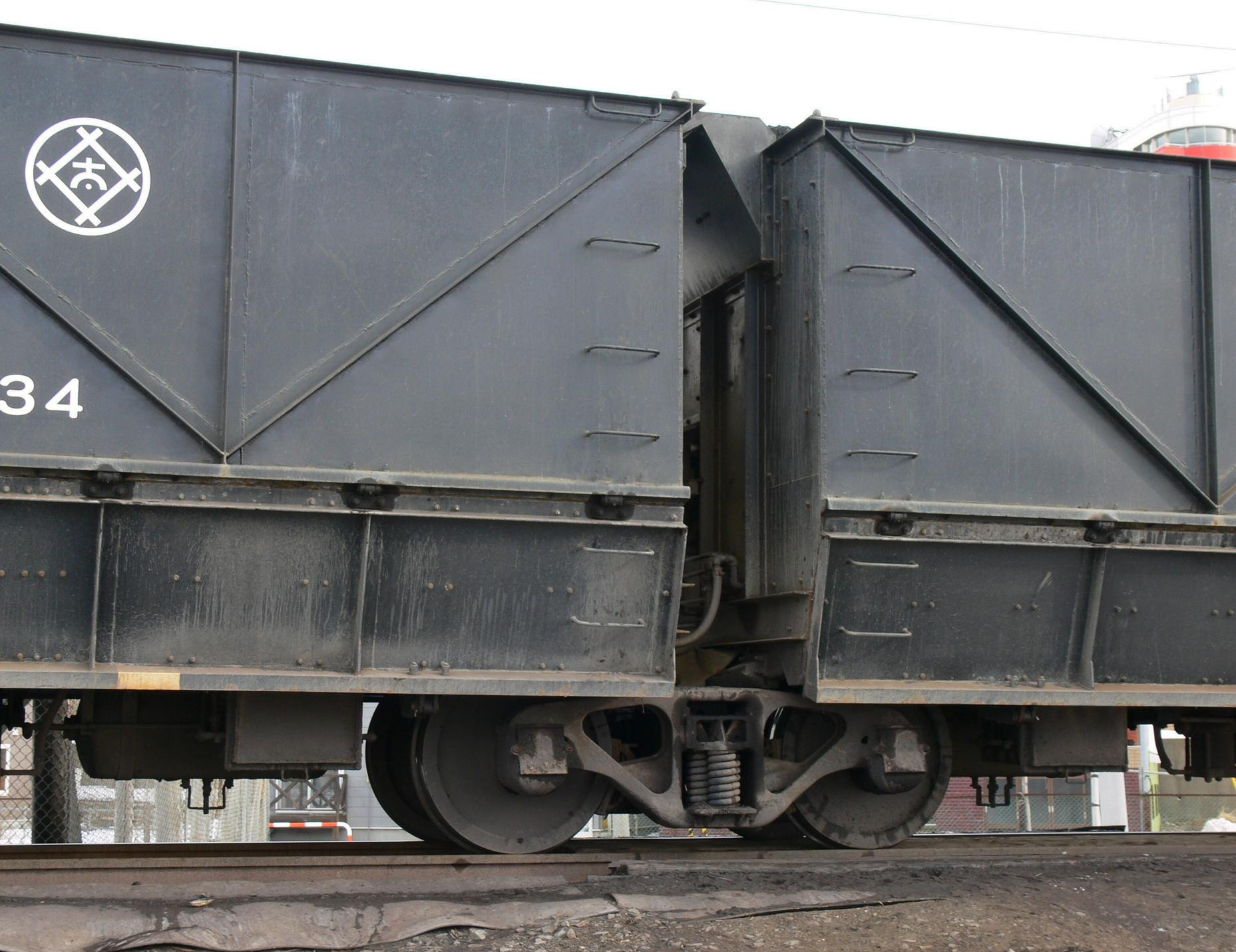
セキ6000形貨車の連接台車（2006年撮影）
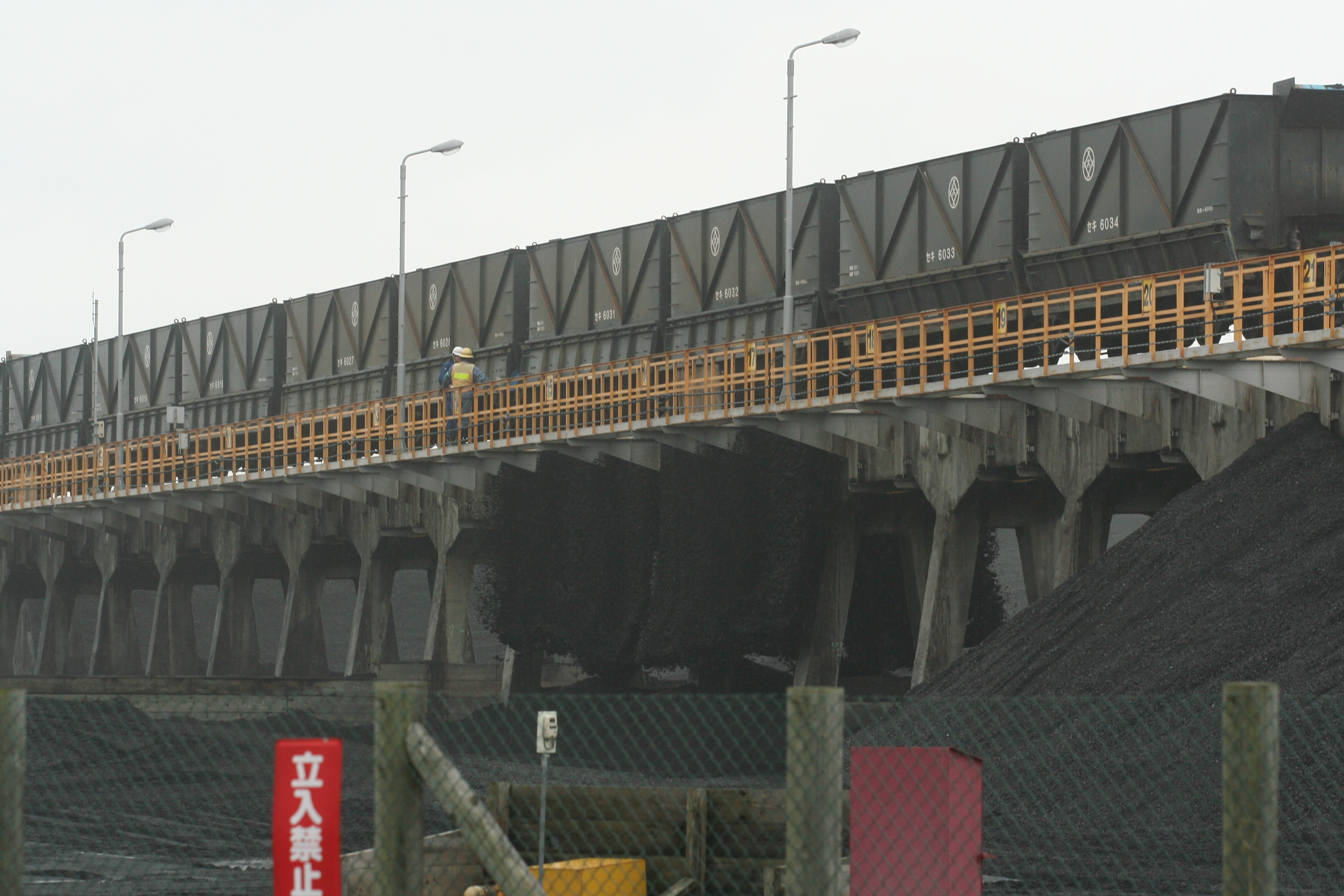
石炭桟橋で荷役中のセキ6000形（2010年撮影）

### その他
- 六角精児の呑み鉄本線・日本旅「夏・釧網本線を呑む!」（2018年8月18日、NHK BSプレミアム）で臨港線が紹介された。